# 고려 정씨 열녀비
고려 정씨 열녀비는 제주특별자치도 서귀포시 남원읍 한남리에 있는 열녀비이다.
2019년 11월 27일 제주특별자치도의 향토유형유산 제29호로 지정되었다.

## 지정 사유
고려 목호의 난(1374년)을 겪은 열녀 정씨에 대하여 1428년(세종10)에 열녀로 추서하여 비석을 세웠으나 소멸되어, 1834년(순조34)에 다시 세워 보존 중이다.
비문은 13세기 후반 이후 제주사의 실체를 그 어느 자료보다도 구체적으로 엿볼 수 있는 내용과 아울러, 제주 열녀 가운데 가장 이른 시기에 정려되었던 여성이 한남리 정씨(鄭氏)였다는 것을 알 수 있다.
몽골족의 제주지배가 이뤄지는 13세기 후반부터 100여 년 동안 상당수의 몽골족이 들어와 정착했다. 이 비에 나오는 여성은 제주 몽골족과 혼인했고, 그 남편이 1374년 최영장군의 제주정벌 때 전사했다. 이후 주변의 갖은 위협과 회유를 무릅쓰고, 끝내 수절함으로써 제주 최초의 열녀로 정려되었다.
관련내용은 『세종실록』권42, 세종 10년 10월 병오조와 『신증동국여지승람』권38, 정의현, 열녀조에 실려 있다. 이는 13세기 후반부터 100여 년 동안 제주여성과 몽골족의 혼인이 드물지 않았고, 금기시되지도 않았음을 보여준다. 이와 함께, 제주사람과 몽골족은 더불어 살았으며, 이들의 교류도 일상적으로 이루어진 성격이 짙었음을 여실히 드러낸다고 하겠다. 이에 ｢고려 정씨 열녀비｣는 제주문화가 몽골족 요소와 융합될 수밖에 없었던 정체성을 지니게 된 점을 이해하는데 근거로 삼을만하며, 향토유산적 가치가 크다고 볼 수 있다.

## 같이 보기
- 목호의 난